# Mykoła Smyk
Mykoła Smyk (ukr. Микола Смик, ur. 20 lutego 2006 w Worochcie) – ukraiński skoczek narciarski. Medalista mistrzostw kraju.

## Przebieg kariery
W styczniu 2022 zadebiutował w FIS Cupie, zajmując 76. miejsce w Zakopanem. W styczniu 2023 wystartował na Zimowym Olimpijskim Festiwalu Młodzieży Europy 2023, plasując się na 40. pozycji. Wystartował również na Mistrzostwach Świata Juniorów 2023 w Whistler, na których zajął 44. lokatę indywidualnie oraz 14. w mikście. W październiku 2023 zdobył pierwsze w karierze punkty FIS Cupu, plasując się na 17. i 14. pozycji słabo obsadzonych zawodów w Râșnovie. Wystartował na Zimowych Igrzyskach Olimpijskich Młodzieży 2024 w Pjongczangu, na których zajął 28. miejsce indywidualnie oraz 14. lokatę w konkursie drużyn mieszanych. Wystąpił też na Mistrzostwach Świata Juniorów 2024, gdzie był 34. indywidualnie, a w zespole mieszanym zajął 11. miejsce.
Stawał na podium mistrzostw Ukrainy. Indywidualnie zdobył brązowy medal na skoczni średniej oraz normalnej w 2024, a w konkursie drużyn mieszanych zdobył złoto w 2023.

## Mistrzostwa świata juniorów

### Indywidualnie
| 2023 Whistler | – | 44. miejsce |
| 2024 Planica  | – | 34. miejsce |

### Drużynowo
| 2023 Whistler | – | 14. miejsce (drużyna mieszana) |
| 2024 Planica  | – | 11. miejsce (drużyna mieszana) |

### Starty M. Smyka na mistrzostwach świata juniorów – szczegółowo
| Miejsce | Dzień     | Rok  | Miejscowość | Skocznia              | Punkt K | HS     | Konkurs      | Skok 1 | Skok 2 | Nota                 | Strata    | Zwycięzca        |
| ------- | --------- | ---- | ----------- | --------------------- | ------- | ------ | ------------ | ------ | ------ | -------------------- | --------- | ---------------- |
| 44.     | 2 lutego  | 2023 | Whistler    | Whistler Olympic Park | K-95    | HS-104 | indywid.     | 75,0 m | –      | 66,7 pkt             | 191,2 pkt | Vilho Palosaari  |
| 14.     | 5 lutego  | 2023 | Whistler    | Whistler Olympic Park | K-95    | HS-104 | druż. miesz. | 69,0 m | –      | 185,8 pkt (53,8 pkt) | 734,4 pkt | Słowenia         |
| 34.     | 8 lutego  | 2024 | Planica     | Srednja skakalnica    | K-95    | HS-102 | indywid.     | 86,0 m | –      | 102,1 pkt            | 164,6 pkt | Stephan Embacher |
| 11.     | 11 lutego | 2024 | Planica     | Srednja skakalnica    | K-95    | HS-102 | druż. miesz. | 91,0 m | –      | 345,8 pkt (95,9 pkt) | 584,4 pkt | Austria          |

## Igrzyska olimpijskie młodzieży

### Indywidualnie
| 2024 Gangwon/Pjongczang | – | 28. miejsce |

### Drużynowo
| 2024 Gangwon/Pjongczang | – | 14. miejsce (drużyna mieszana) |

### Starty M. Smyka na igrzyskach olimpijskich młodzieży – szczegółowo
| Miejsce | Dzień       | Rok  | Miejscowość | Skocznia              | Punkt K | HS     | Konkurs      | Skok 1 | Skok 2 | Nota                  | Strata    | Zwycięzca       |
| ------- | ----------- | ---- | ----------- | --------------------- | ------- | ------ | ------------ | ------ | ------ | --------------------- | --------- | --------------- |
| 28.     | 20 stycznia | 2024 | Pjongczang  | Alpensia Jumping Park | K-98    | HS-109 | indywid.     | 83,5 m | 84,5 m | 129,8 pkt             | 84,2 pkt  | Ilja Miziernych |
| 14.     | 21 stycznia | 2024 | Pjongczang  | Alpensia Jumping Park | K-98    | HS-109 | druż. miesz. | 91,5 m | 85,0 m | 413,0 pkt (168,1 pkt) | 480,7 pkt | Słowenia        |

## Zimowy olimpijski festiwal młodzieży Europy

### Indywidualnie
| 2023 Friuli-Wenecja Julijska/ Planica | – | 40. miejsce |

### Starty M. Smyka na zimowym olimpijskim festiwalu młodzieży Europy – szczegółowo
| Miejsce | Dzień       | Rok  | Miejscowość | Skocznia           | Punkt K | HS     | Konkurs  | Skok 1 | Skok 2 | Nota     | Strata    | Zwycięzca        |
| ------- | ----------- | ---- | ----------- | ------------------ | ------- | ------ | -------- | ------ | ------ | -------- | --------- | ---------------- |
| 40.     | 23 stycznia | 2023 | Planica     | Srednja skakalnica | K-95    | HS-102 | indywid. | 71,5 m | –      | 74,4 pkt | 194,4 pkt | Stephan Embacher |

## FIS Cup

### Miejsca w klasyfikacji generalnej
| Sezon     | Miejsce |
| --------- | ------- |
| 2023/2024 | 72.     |

### Miejsca w poszczególnych konkursach FIS Cupu
stan po zakończeniu sezonu 2023/2024
| Źródło                                                                        | Źródło         | Źródło           | Źródło           | Źródło           | Źródło           | Źródło      | Źródło      | Źródło           | Źródło           | Źródło        | Źródło        | Źródło        | Źródło        | Źródło           | Źródło           | Źródło        | Źródło        | Źródło         | Źródło         | Źródło       | Źródło        | Źródło        | Źródło | Źródło | Źródło | Źródło | Źródło | Źródło | Źródło | Źródło | Źródło | Źródło | Źródło | Źródło | Źródło | Źródło | Źródło | Źródło | Źródło |
| ----------------------------------------------------------------------------- | -------------- | ---------------- | ---------------- | ---------------- | ---------------- | ----------- | ----------- | ---------------- | ---------------- | ------------- | ------------- | ------------- | ------------- | ---------------- | ---------------- | ------------- | ------------- | -------------- | -------------- | ------------ | ------------- | ------------- | ------ | ------ | ------ | ------ | ------ | ------ | ------ | ------ | ------ | ------ | ------ | ------ | ------ | ------ | ------ | ------ | ------ |
| Sezon 2021/2022                                                               |                |                  |                  |                  |                  |             |             |                  |                  |               |               |               |               |                  |                  |               |               |                |                |              |               |               |        |        |        |        |        |        |        |        |        |        |        |        |        |        |        |        |        |
| Otepää HS97                                                                   | Otepää HS97    | Kuopio HS100     | Kuopio HS127     | Einsiedeln HS117 | Einsiedeln HS117 | Ljubno HS94 | Ljubno HS94 | Villach HS98     | Villach HS98     | Lahti HS100   | Lahti HS100   | Falun HS100   | Falun HS100   | Kandersteg HS106 | Kandersteg HS106 | Notodden HS98 | Notodden HS98 | Zakopane HS105 | Villach HS98   | Villach HS98 | Oberhof HS100 | Oberhof HS100 | punkty |        |        |        |        |        |        |        |        |        |        |        |        |        |        |        |        |
| -                                                                             | -              | -                | -                | -                | -                | -           | -           | -                | -                | -             | -             | -             | -             | -                | -                | -             | -             | 76             | -              | -            | -             | -             | 0      |        |        |        |        |        |        |        |        |        |        |        |        |        |        |        |        |
| Sezon 2022/2023                                                               |                |                  |                  |                  |                  |             |             |                  |                  |               |               |               |               |                  |                  |               |               |                |                |              |               |               |        |        |        |        |        |        |        |        |        |        |        |        |        |        |        |        |        |
| Frenštát HS106                                                                | Frenštát HS106 | Szczyrk HS104    | Szczyrk HS104    | Einsiedeln HS117 | Einsiedeln HS117 | Kranj HS109 | Kranj HS109 | Villach HS98     | Villach HS98     | Notodden HS98 | Notodden HS98 | Szczyrk HS104 | Szczyrk HS104 | Villach HS98     | Villach HS98     | Oberhof HS100 | Oberhof HS100 | Zakopane HS140 | Zakopane HS140 | punkty       | punkty        | punkty        | punkty | punkty | punkty | punkty | punkty | punkty | punkty | punkty | punkty | punkty | punkty | punkty | punkty | punkty | punkty | punkty |        |
| -                                                                             | -              | -                | -                | -                | -                | -           | -           | -                | -                | -             | -             | 46            | 55            | 62               | dq               | -             | -             | -              | -              | 0            | 0             | 0             | 0      | 0      | 0      | 0      | 0      | 0      | 0      | 0      | 0      | 0      | 0      | 0      | 0      | 0      | 0      | 0      |        |
| Sezon 2023/2024                                                               |                |                  |                  |                  |                  |             |             |                  |                  |               |               |               |               |                  |                  |               |               |                |                |              |               |               |        |        |        |        |        |        |        |        |        |        |        |        |        |        |        |        |        |
| Szczyrk HS104                                                                 | Szczyrk HS104  | Einsiedeln HS117 | Einsiedeln HS117 | Villach HS98     | Villach HS98     | Râșnov HS97 | Râșnov HS97 | Kandersteg HS106 | Kandersteg HS106 | Notodden HS98 | Notodden HS98 | Falun HS100   | Falun HS100   | Szczyrk HS104    | Szczyrk HS104    | Oberhof HS100 | Oberhof HS100 | Zakopane HS140 | Zakopane HS140 | punkty       | punkty        | punkty        | punkty | punkty | punkty | punkty | punkty | punkty | punkty | punkty | punkty | punkty | punkty | punkty | punkty | punkty | punkty | punkty |        |
| 40                                                                            | 66             | -                | -                | -                | -                | 17          | 14          | 53               | 55               | -             | -             | -             | -             | 24               | 39               | -             | -             | -              | -              | 39           | 39            | 39            | 39     | 39     | 39     | 39     | 39     | 39     | 39     | 39     | 39     | 39     | 39     | 39     | 39     | 39     | 39     | 39     |        |
| Legenda                                                                       |                |                  |                  |                  |                  |             |             |                  |                  |               |               |               |               |                  |                  |               |               |                |                |              |               |               |        |        |        |        |        |        |        |        |        |        |        |        |        |        |        |        |        |
| 1 2 3 4-10 11-30 poniżej 30 dq – dyskwalifikacja - − zawodnik nie wystartował |                |                  |                  |                  |                  |             |             |                  |                  |               |               |               |               |                  |                  |               |               |                |                |              |               |               |        |        |        |        |        |        |        |        |        |        |        |        |        |        |        |        |        |